# Án treo
Án treo là chế định pháp lý hình sự liên quan đến việc chấp hành hình phạt. Án treo được hiểu là việc tạm thời miễn chấp hành hình phạt tù có điều kiện, hình phạt đối với người vi phạm luật ở mức độ ít nghiêm trọng, khi bị xử phạt tù không quá ba năm, có nhân thân tốt, có nhiều tình tiết giảm nhẹ (từ 2 tình tiết trở lên), và xét thấy không cần phải cách ly người phạm tội ra khỏi xã hội mà vẫn có thể cải tạo được tòa án có thể miễn chấp hành tại trại giam mà có thể tự cải tạo dưới sự giám sát, quản lý và giáo dục tại địa phương cư trú của chính quyền sở tại. Trong thời gian thử thách, nếu người bị án treo lại phạm tội mới thì toà án quyết định người bị án phải chấp hành hình phạt tù như đã ghi trong bản án cũ, tổng hợp với hình phạt của bản án mới. Nếu trong thời gian hưởng án treo, người được hưởng có tiến bộ thì tòa án có thể rút ngắn hoặc chấm dứt thời gian thử thách, người được hưởng án treo được miễn chấp hành toàn bộ hình phạt và được xóa án tích giống như các trường hợp vẫn phải cải tạo trong trại giam khác khi có đủ điều kiện do luật định. Mức độ vi phạm đủ nhẹ để hưởng án treo được quy định tùy theo luật pháp từng quốc gia. Tại Việt Nam, theo điều 65 của Bộ luật Hình sự năm 2017 thì tối đa là mức phạt không quá ba năm, thời gian thử thách từ 1 đến 5 năm.
Nghị quyết 02/2018/NQ-HĐTP hướng dẫn áp dụng Điều 65 của Bộ luật hình sự về án treo do Hội đồng thẩm phán Tòa án nhân dân tối cao ban hành.